# أوبراد بيلياك
اوبراد بيلياك (بالبوسنية: Obrad Piljak) هو سياسي بوسني شغل رئيس جمهورية البوسنة والهرسك الاشتراكية، وكان الرئيس قبل الأخير لها، شغل المنصب من شهر أبريل من عام 1989 إلى شهر ديسمبر من عام 1990، وكان آخر رئيس مرشح للرئاسة (غير منتخب)، وكان عضو في الحزب الشيوعي في البوسنة والهرسك، شغل منصب رئيس الجمهورية حتى تم إجراء انتخابات متعددة الأحزاب في عام 1990، وفاز فيها علي عزت بيغوفيتش الذي حل محله في منصب الرئاسة .
ولد اوبراد بيلياك في عام 1933 في بتروفو فريلو، غلاموتس، وهو حاصل على درجة الدكتوراه في تخصص الاقتصاد، وعندما ترك السياسة والعمل السياسي، شارك في عضوية البنوك، وعمل في البنك المركزي للبوسنة والهرسك، حاليا يعمل اوبراد بيلياك عضو في المجلس الاستشاري للوكالة المصرفية الفيدرالية في البوسنة والهرسك. وهو أيضا أستاذ مشارك في كلية الاقتصاد في سراييفو .